# Blaćansko jezero
Blaćansko jezero  je nedvojbeni prirodni fenomen tipa estavele (u svijetu postoji tridesetak takvih jezera). 
Kao prirodna rijetkost privukao je pažnju austrijskih prirodoslovaca još u devetnaestom stoljeću. U razdoblju od 1835. jezero su proučavali timovi koji nisu ovisili jedni o drugima. Prvi je predvodio hidrolog Fras a drugi krajiški general Palfy. Palfijev tim je nastojao ustanoviti smjerove podzemnog otjecanja vode ubacivanjem obojenih daščica u Veliku pećinu (za tadašnje vrijeme to je bila uobičajena metoda podzemnog trasiranja otjecanja – danas se koristi netopiva boja, kvasac ili izotop). Kada je u jesen voda izbacila daščice na površinu jezera pojava je izazvala velike nedoumice u pojedinim zaseocima.
Veliki povodanj zadesio je Jezero Blaćansko 6. srpnja 1885. godine. Prema  Hircu  bile su potopljene kompletne Bijele drage. Nadalje  Hirc  navodi da je voda bila izrazito hladna i vrtložna te da je pocrnilo sve potopljeno drveće. Poznato je da jezero presuši potkraj kolovoza. Međutim, od 1888.godine pa do 1893. godine nikada nije presušilo. Šenoa 1895. godine objašnjava, da je stalnost uzrokovala poplava koja je odnijela pokošeno sijeno te je njime začepila pećine (ponore). Početkom dvadesetog stoljeća jezero su istraživali Cvijić i osobito Poljak. Poljakov članak, koji je objavljen 1925. godine, na petnaestak gusto tipkanih stranica, još je uvijek najbolja studija o jezeru. Osobito je dobro objašnjen mehanizam punjenja i pražnjenja, te zone izvora / ponora uz rub jezera koji je okrenut prema brdu Bjeležu. Jezero se puni iz rijeke koja protječe ispod Gradovitog vrha (brda između Lipica i Blata) te ispod samog Blaćanskog polja.
Kada korito rijeke (tunel) postane sifon (ravnomjerno suženje) kroz njega ne može proteći količina vode koja se pojavi nakon otapanja snijega ili obilatih kiša. Taj višak vode, koji je veći od kapaciteta protoka sifona, prazni se kroz pomoćni uzlazni tunel koji je povezan s Velikom pećinom. Dakle, u vlažnom dijelu godine Velika pećina je izvor koji napuni jezero. U sušnom dijelu godine, kada podzemne vode gotovo presuše, voda iz jezera počne otjecati kroz Veliku pećinu, u suprotnom smjeru od ranijeg, i popunjavati vodostaj podzemne rijeke. Prema tome u sušnom dijelu godine Velika pećina postaje ponor (uvor) pa jezero brzo presuši. Postoji i Mala pećina (ispod Uvale), međutim ona nema dvojnu funkciju i u njoj voda samo ponire. Iz dijela jezera, koji je niži od kote preljeva, voda se ne uspije vratiti u Veliku pećinu, zbog čega se taj niži dio jezera duže održi. Voda koja ponire u Blaćanskom jezeru kao izvorska ponovo se javlja u Sincu (jezerce u zaseoku Jezero u Plavča Dragi).
Između svjetskih ratova, tadašnja elektroprivreda planirala je iskoristiti  Blaćansko jezero  za pokretanje hidrocentrale koja je trebala biti ispod Jovetića strane (Plavča Draga) u općini Plaški. Dobar dio odvodnjavanja već je bio riješen, a betoniran je glavni tunel koji je i danas jako dobro očuvan i njega je korisno pogledati. Sam projekt o izgradnji hidrocentrale, i razloge zbog kojih su radovi obustavljeni, trebalo bi pronaći u arhivima i podastrijeti zainteresiranima.
Sve od 1949. pa do 1991. godine mjeren je vodostaj jezera. Za to su korišteni vodomjerni stupovi koji su po važećim kriterijima poredani od Male pećine prema školi u Blatima . Najduže razdoblje motritelj je bio Mane Grba koji je taj posao obavio savjesno. Svi podaci pohranjeni su u DHMZ. Iz podataka se vidi da je najveća dubina jezera izmjerena u svibnju 1984. godine te da je iznosila 19,40 metara.
Posljednje istraživanje Velike pećine obavila je jedna međunarodna speleološka ekipa 2006. godine. Njima je uspjelo doći do četvrtog jezerca. Na tome se mjestu pojavljuju velike koncentracije ugljičnog dioksida (eventualno zbog organskog truljenja) pa istraživanja na klasični način nisu moguća. Važno je znati da je voda jezera mekana (oznaka koja se koristi za vode koje u sebi imaju malo otopljenog kalcija i magnezija) i da ima malenu gustoću. Zbog toga se u njoj lako potanja, a plivačima koji u jezeru plivaju na većim razmacima potrebna je dobra kondicija. U okolnostima, u kakvim su Blata sada, najbolje bi bilo da jezero ne presušuje. To se može riješiti projektom, koji ne bi bio skup, bez problema. Jednako tako, jezero je moguće pretvoriti u rijeku, kojoj bi doduše vodostaj dosta varirao.

## Nazivi
U prošlom stoljeću Begovac je kao dio općine Plaški bio nazivan Begovac Plaščanski, a uz to se onda i jezero nazivalo Jezero Begovac.[nedostaje izvor] Danas je Begovac naselje u općini Saborsko, kao i naselje Blata između kojih se prostire ovo Blaćansko jezero.